# Lepeostegeres deciduus
Lepeostegeres deciduus är en tvåhjärtbladig växtart som beskrevs av Bryan Alwyn Barlow. Lepeostegeres deciduus ingår i släktet Lepeostegeres och familjen Loranthaceae. Inga underarter finns listade i Catalogue of Life.